# Henry Wriothesley (3. hrabia Southampton)
Henry Wriothesley (ur. 6 października 1573, zm. 10 listopada 1624) – brytyjski arystokrata, 3. hrabia Southampton, mecenas Williama Shakespeare’a.
Urodził się jako drugi syn Henry’ego Wriothesleya, 2. hrabiego Southampton i Mary Browne. Ukończył St John’s College na Uniwersytecie w Cambridge w 1589 roku . Dedykowany został mu utwór Wenus i Adonis, jednak w stylu bardzo formalnym, niemal wymuszonym. W Gwałcie na Lukrecji ton ten jest o wiele bardziej osobisty, emocjonalny. 
Informacje z 1709 roku podawały, że w przypływie szczodrości jednorazowo potrafił ofiarować Szekspirowi 1000 funtów na dokończenie prac, jednakże późniejsze badania dowiodły, że Wriothesley nie miał dostępu do tak dużej gotówki.
Pojawia się przypuszczenie, że postać przystojnego młodzieńca w sonetach była wzorowana właśnie na Wriothesleyu. Część badaczy uważa także (właśnie na podstawie stosunku Szekspira do postaci opisywanej w sonetach), że pomiędzy hrabią a pisarzem istniał związek homoseksualny, nie ma na to jednak żadnych dowodów.